# Patricia Balbuena
Patricia Jacquelyn Balbuena Palacios (Trujillo, 26 de julio de 1974) es una abogada peruana. Fue Ministra de Cultura del Perú entre abril y noviembre de 2018 durante los ocho primeros meses del Gobierno de Martín Vizcarra.

## Biografía
Nació en el Distrito de La Esperanza, Provincia de Trujillo.
En el año 1988 ingresó a la facultad de Educación de la Universidad Nacional Mayor de San Marcos. 
Ingresó a la Pontificia Universidad Católica del Perú, en la cual estudió Derecho y obtuvo el título profesional de Abogada. Es Magíster en Políticas Sociales con mención en Género, Población y Desarrollo por la Universidad Nacional Mayor de San Marcos. Realizó también estudios de doctorado en Ciencias Sociales, con especialidad en Antropología en la Universidad Nacional Mayor de San Marcos.
En el campo académico, es docente de la Escuela de Gobierno de la Pontifica Universidad Católica del Perú y de la Universidad Nacional Mayor de San Marcos.
Ha sido asesora de la Agencia de los Estados Unidos para el Desarrollo Internacional y del Banco Mundial. También ha sido investigadora de la Comisión de la Verdad y Reconciliación. 
Ingresó al Ministerio de Cultura como directora general de Ciudadanía Intercultural, cargo que ocupó hasta noviembre de 2013. 
En noviembre de 2013 fue nombrada como Viceministra de Interculturalidad por el presidente Ollanta Humala. Ejerció el cargo hasta agosto de 2016. 
En septiembre de 2017 fue designada como directora ejecutiva del programa Cuna Más del Ministerio de Desarrollo e Inclusión Social.
En octubre de 2019 fue nombrada como Viceministra de Prestaciones Sociales del Ministerio de Desarrollo e Inclusión Social

### Ministra de Cultura
El 2 de abril de 2018 juramentó como Ministra de Cultura del Perú, en el primer gabinete del presidente Martín Vizcarra Cornejo.

#### Dimisión
A inicios de noviembre de 2018, diversos medios de comunicación reportaron irregularidades en un proceso de licitación del Ministerio de Cultura, pues la empresa ganadora había sido fundada y dirigida por el entonces viceministro Luis Villacorta Ostolaza.  El 27 de noviembre de 2018, la ministra Balbuena asistió a la Comisión de Cultura del Congreso para responder por las acusaciones mencionadas y comentó que a pesar de que la empresa ganó la licitación, no se le llegó a adjudicar el contrato. 
El 29 de noviembre, se denunció la desaparición (por presunto robo) de un manuscrito histórico de José de San Martín del Archivo General de la Nación. El mismo día, las bancadas de Fuerza Popular y APRA presentaron una moción de interpelación a la ministra Balbuena.
El 30 de noviembre, Balbuena renunció al Ministerio de Cultura.